# District de Znaïm
Le district de Znaïm (en tchèque : okres Znojmo) est un des sept districts de la Moravie-du-Sud en Tchéquie. Son chef-lieu est la ville de Znaïm ou Znojmo.

## Liste des communes
Le district compte 144 communes, dont 5 ont le statut de ville (město, en gras) et 14 celui de bourg (městys, en italique) :
Bantice •
Běhařovice •
Bezkov •
Bítov •
Blanné •
Blížkovice •
Bohutice •
Bojanovice •
Borotice •
Boskovštejn •
Božice •
Břežany •
Čejkovice •
Čermákovice •
Černín •
Chvalatice •
Chvalovice •
Citonice •
Ctidružice •
Damnice •
Dobelice •
Dobřínsko •
Dobšice •
Dolenice •
Dolní Dubňany •
Dyjákovice •
Dyjákovičky •
Dyje •
Džbánice •
Grešlové Mýto •
Havraníky •
Hevlín •
Hluboké Mašůvky •
Hnanice •
Hodonice •
Horní Břečkov •
Horní Dubňany •
Horní Dunajovice •
Horní Kounice •
Hostěradice •
Hostim •
Hrabětice •
Hrádek •
Hrušovany nad Jevišovkou •
Jamolice •
Jaroslavice •
Jevišovice •
Jezeřany-Maršovice •
Jiřice u Miroslavi •
Jiřice u Moravských Budějovic •
Kadov •
Korolupy •
Kravsko •
Křepice •
Krhovice •
Křídlůvky •
Kubšice •
Kuchařovice •
Kyjovice •
Lančov •
Lechovice •
Lesná •
Lesonice •
Litobratřice •
Lubnice •
Lukov •
Mackovice •
Mašovice •
Medlice •
Mikulovice •
Milíčovice •
Miroslav •
Miroslavské Knínice •
Morašice •
Moravský Krumlov •
Našiměřice •
Němčičky •
Nový Šaldorf-Sedlešovice •
Olbramkostel •
Olbramovice •
Oleksovice •
Onšov •
Oslnovice •
Pavlice •
Petrovice •
Plaveč •
Plenkovice •
Podhradí nad Dyjí •
Podmolí •
Podmyče •
Práče •
Pravice •
Přeskače •
Prokopov •
Prosiměřice •
Rešice •
Rozkoš •
Rudlice •
Rybníky •
Šafov •
Šanov •
Šatov •
Skalice •
Slatina •
Slup •
Stálky •
Starý Petřín •
Štítary •
Stošíkovice na Louce •
Strachotice •
Střelice •
Suchohrdly u Miroslavi •
Suchohrdly •
Šumná •
Tasovice •
Tavíkovice •
Těšetice •
Trnové Pole •
Trstěnice •
Tulešice •
Tvořihráz •
Uherčice •
Újezd •
Únanov •
Valtrovice •
Vedrovice •
Velký Karlov •
Vémyslice •
Vevčice •
Višňové •
Vítonice •
Vracovice •
Vranov nad Dyjí •
Vranovská Ves •
Vratěnín •
Vrbovec •
Výrovice •
Vysočany •
Zálesí •
Zblovice •
Želetice •
Žerotice •
Žerůtky •
Znaïm

## Principales communes
Population des principales communes du district au 1er janvier 2024 et évolution depuis le 1er janvier 2023 :
| Znaïm / Znojmo           | 34 146 | en stagnation   |
| Moravský Krumlov         | 5 707  | en augmentation |
| Hrušovany nad Jevišovkou | 3 396  | en diminution   |
| Miroslav                 | 3 100  | en diminution   |
| Dobšice                  | 2 315  | en diminution   |
| Nový Šaldorf-Sedlešovice | 1 810  | en augmentation |
| Hodonice                 | 1 786  | en augmentation |
| Šanov                    | 1 693  | en augmentation |
| Hostěradice              | 1 647  | en diminution   |
| Božice                   | 1 591  | en diminution   |